# 20.ª etapa do Giro d'Italia de 2017
A 20ª etapa do Giro d'Italia de 2017 teve lugar em 27 de maio de 2017 entre  Pordenone e Asiago sobre um percurso de 190 km.

## Classificação da etapa
A classificação da etapa foi a seguinte:
| \| Classificação por etapas \| Classificação por etapas \| Classificação por etapas \| Classificação por etapas \| Classificação por etapas \| \| Ciclista \| Ciclista \| Equipe \| Tempo \| \| \| ------------------------ \| ------------------------ \| ------------------------ \| ------------------------ \| ------------------------ \| \| 1. \| Thibaut Pinot \| FDJ \| 4h57m58s \| \| \| 2. \| Ilnur Zakarin \| Katusha-Alpecin \| + 0s \| \| \| 3. \| Vincenzo Nibali \| Bahrain-Merida \| + 0s \| \| \| 4. \| Domenico Pozzovivo \| AG2R La Mondiale \| + 0s \| \| \| 5. \| Nairo Quintana \| Movistar Team \| + 0s \| \| \| 6. \| Bob Jungels \| Quick-Step Floors \| + 15s \| \| \| 7. \| Adam Yates \| Orica-Scott \| + 15s \| \| \| 8. \| Sébastien Reichenbach \| FDJ \| + 15s \| \| \| 9. \| Bauke Mollema \| Trek-Segafredo \| + 15s \| \| \| 10. \| Tom Dumoulin \| Team Sunweb \| + 15s \| \| |                       |                   |          |
| |                       |                   |          |
| Fonte: ProCyclingStats |                       |                   |          |
| Classificação por etapas |                       |                   |          |
| Ciclista | Ciclista              | Equipe            | Tempo    |
| 1. | Thibaut Pinot         | FDJ               | 4h57m58s |
| 2. | Ilnur Zakarin         | Katusha-Alpecin   | + 0s     |
| 3. | Vincenzo Nibali       | Bahrain-Merida    | + 0s     |
| 4. | Domenico Pozzovivo    | AG2R La Mondiale  | + 0s     |
| 5. | Nairo Quintana        | Movistar Team     | + 0s     |
| 6. | Bob Jungels           | Quick-Step Floors | + 15s    |
| 7. | Adam Yates            | Orica-Scott       | + 15s    |
| 8. | Sébastien Reichenbach | FDJ               | + 15s    |
| 9. | Bauke Mollema         | Trek-Segafredo    | + 15s    |
| 10. | Tom Dumoulin          | Team Sunweb       | + 15s    |

## Classificações ao final da etapa
A classificação geral depois de finalizar a etapa foi a seguinte:

### Classificação geral
| \| Classificação geral \| Classificação geral \| Classificação geral \| Classificação geral \| Classificação geral \| \| Ciclista \| Ciclista \| Equipe \| Tempo \| \| \| ------------------- \| ------------------- \| ------------------- \| ------------------- \| ------------------- \| \| 1. \| Nairo Quintana \| Movistar Team \| 90h00m38s \| \| \| 2. \| Vincenzo Nibali \| Bahrain-Merida \| + 39s \| \| \| 3. \| Thibaut Pinot \| FDJ \| + 43s \| \| \| 4. \| Tom Dumoulin \| Team Sunweb \| + 53s \| \| \| 5. \| Ilnur Zakarin \| Katusha-Alpecin \| + 1m15s \| \| \| 6. \| Domenico Pozzovivo \| AG2R La Mondiale \| + 1m30s \| \| \| 7. \| Bauke Mollema \| Trek-Segafredo \| + 3m03s \| \| \| 8. \| Adam Yates \| Orica-Scott \| + 6m50s \| \| \| 9. \| Bob Jungels \| Quick-Step Floors \| + 7m18s \| \| \| 10. \| Davide Formolo \| Cannondale-Drapac \| + 12m18s \| \| |                    |                   |           |
| |                    |                   |           |
| Fonte: ProCyclingStats |                    |                   |           |
| Classificação geral |                    |                   |           |
| Ciclista | Ciclista           | Equipe            | Tempo     |
| 1. | Nairo Quintana     | Movistar Team     | 90h00m38s |
| 2. | Vincenzo Nibali    | Bahrain-Merida    | + 39s     |
| 3. | Thibaut Pinot      | FDJ               | + 43s     |
| 4. | Tom Dumoulin       | Team Sunweb       | + 53s     |
| 5. | Ilnur Zakarin      | Katusha-Alpecin   | + 1m15s   |
| 6. | Domenico Pozzovivo | AG2R La Mondiale  | + 1m30s   |
| 7. | Bauke Mollema      | Trek-Segafredo    | + 3m03s   |
| 8. | Adam Yates         | Orica-Scott       | + 6m50s   |
| 9. | Bob Jungels        | Quick-Step Floors | + 7m18s   |
| 10. | Davide Formolo     | Cannondale-Drapac | + 12m18s  |

### Classificação por pontos
| Classificação por pontos | Classificação por pontos | Classificação por pontos | Classificação por pontos | Classificação por pontos |
| Ciclista                 | Ciclista                 | Equipe                   | Pontos                   |                          |
| ------------------------ | ------------------------ | ------------------------ | ------------------------ | ------------------------ |

### Classificações por equipas

#### Classificação por tempo
| Classificação por equipes | Classificação por equipes | Classificação por equipes | Classificação por equipes |
| Equipe                    | Equipe                    | Tempo                     |                           |
| ------------------------- | ------------------------- | ------------------------- | ------------------------- |

#### Classificação por pontos
| Classificação por equipes | Classificação por equipes | Classificação por equipes | Classificação por equipes |
| Equipe                    | Equipe                    | Pontos                    |                           |
| ------------------------- | ------------------------- | ------------------------- | ------------------------- |